# Helgeandsholmen

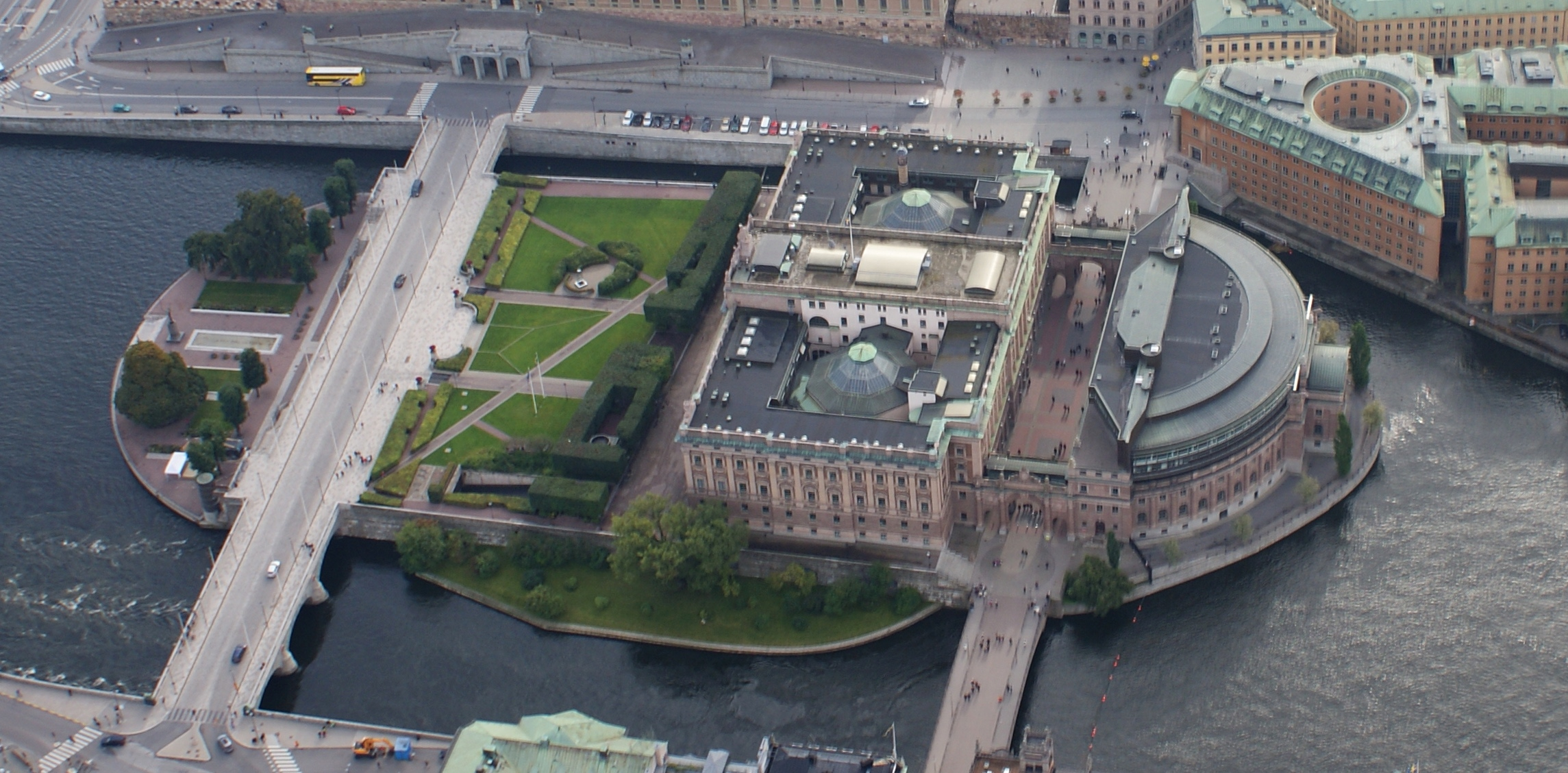
Helgeandsholmen från luften i september 2012.

Helgeandsholmen är en ö i Norrström, inom stadsdelen Gamla stan i Stockholm, namngiven efter det forna Helgeandshuset. På holmen ligger Riksdagshuset och de öppna platserna Riksplan och Strömparterren. Holmen är tre hektar stor varav Riksdagshuset upptar en hektar. På ön finns delar av stadsmuren under Norrbro och fanns tidigare Medeltidsmuseet.
Den korsas av Norrbro och Riksgatan, och förbinds med Norrmalm via Riksbron och med Gamla stan via Stallbron över Stallkanalen.
Helgeandsholmen med sin avlånga form har uppstått dels genom landhöjningen, dels genom långvariga utfyllnader. Idag kan man inte se några spår av den ursprungliga naturen, som fram till medeltiden utgjordes av tre holmar i Norrström.

## Historik

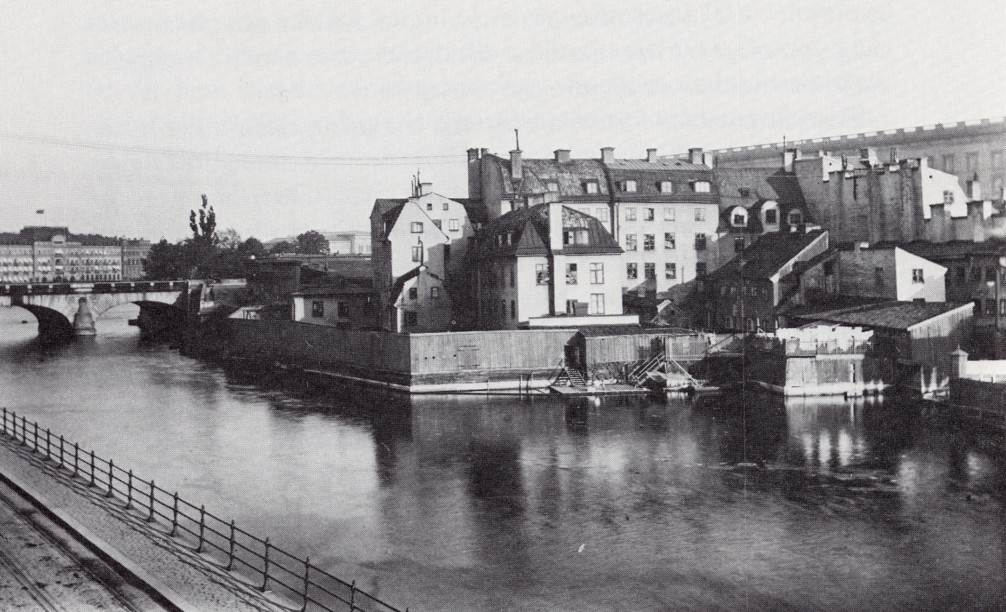
Helgeandsholmen före Riksdagshuset cirka 1880. Till höger det Lorentzska badet.

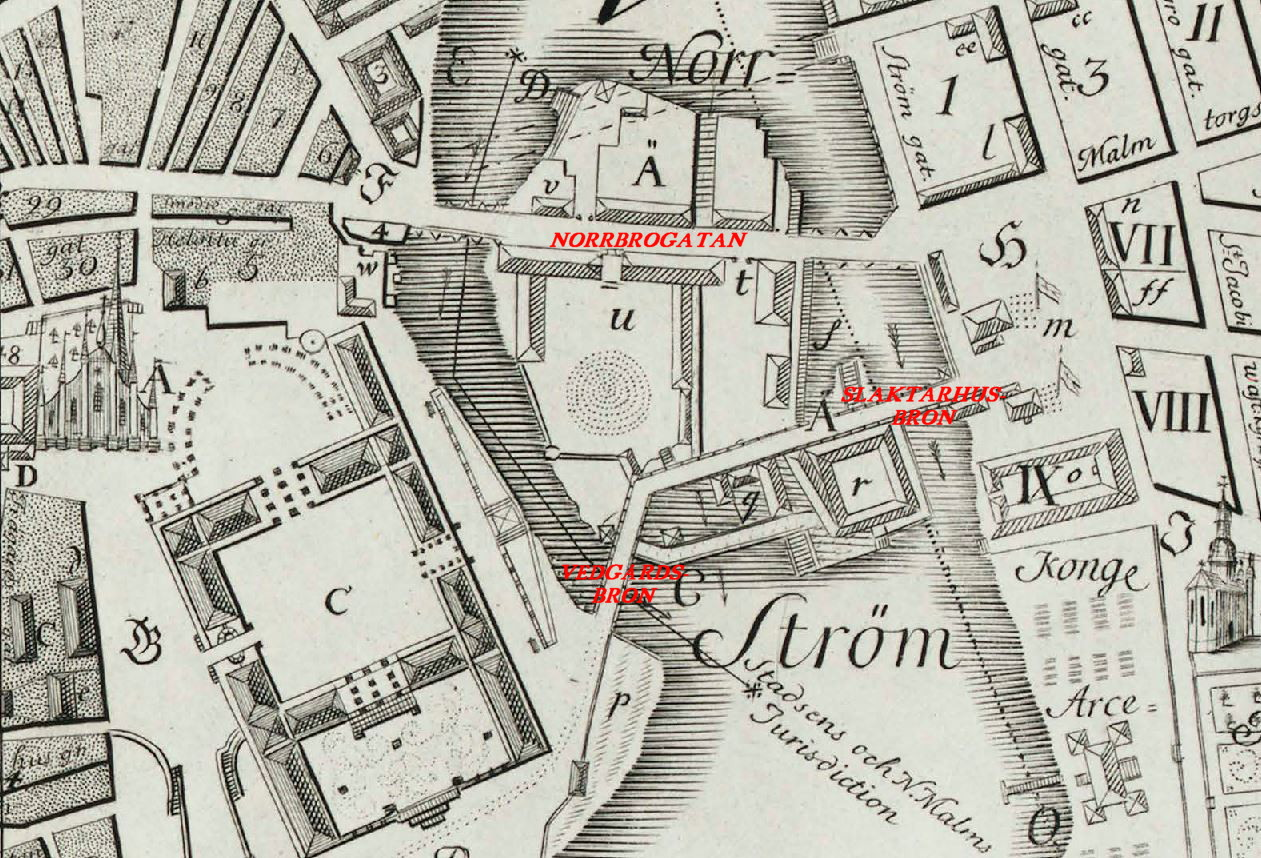
Helgeandsholmen och Stockholms slott på Petrus Tillaeus karta från 1733 (norr är till höger).

I slutet av 1200-talet grundades Helgeandshuset – Helige andes hus – på holmarna. Det var stadens första inrättning för fattiga och sjuka. Huset innehöll hospital, kapell och kyrkogård. Århundradena gick och gyttret av hus tätnade.
Den 21 augusti 1463 lät kung Kristian I kväsa ett bondeuppror från Upplands bönder på Helgeandsholmen där ett drygt sextiotal bönder dödades, medan 21 tillfångatogs varav nio avrättades. Bondeupproret hade startat efter att Kristian I hade avsatt Ärkebiskop Jöns Bengtsson (Oxenstierna) som kungens ställföreträdande den 14 augusti.
På 1500-talet var holmarna fulla av ekonomibyggnader till Slottet Tre Kronors självhushåll, byggda ovanpå Helgeandshuset. Här bryggdes öl och man födde upp och slaktade kreatur. Här stod även fiskebodar vid stränderna och trängdes med tvätterier och vattenkvarnar.
På drottning Kristinas tid fick Helgeandsholmen ett mer ståndsmässigt utseende.  År 1647 revs Apoteket Morianen och här byggdes nu ett stort hovstall för Karl XI:s räkning. Här stod 200 hästar i en byggnad som också innehöll rid- och vagnhus. Hovstallet stod kvar till slutet av 1800-talet då man började att höja holmen. Under perioden 1897–1905 byggdes Riksdagshuset och det före detta riksbankshuset, och den 11 januari 1905 flyttade Riksdagen in i det nya huset.
Gatan som skiljer de båda byggnaderna åt är Riksgatan. Parken framför (öster om) Riksdagshuset heter Riksplan. Byggnaderna byggdes om 1978–1983 och efter det huserar Sveriges Riksdag i bägge husen. 
Vid om- och tillbyggnaden gjorde man rika arkeologiska fynd i den så kallade Riksgropen, och dessa samt många andra fynd från Stockholms medeltid kunde fram till den 5 november 2023 beses på Stockholms medeltidsmuseum, som också låg på Helgeandsholmen tills det stängdes efter det att Sveriges Riksdag sagt upp hyresavtalet.
Namnet Helgeandsholmen används ibland som metonym för Sveriges riksdag.

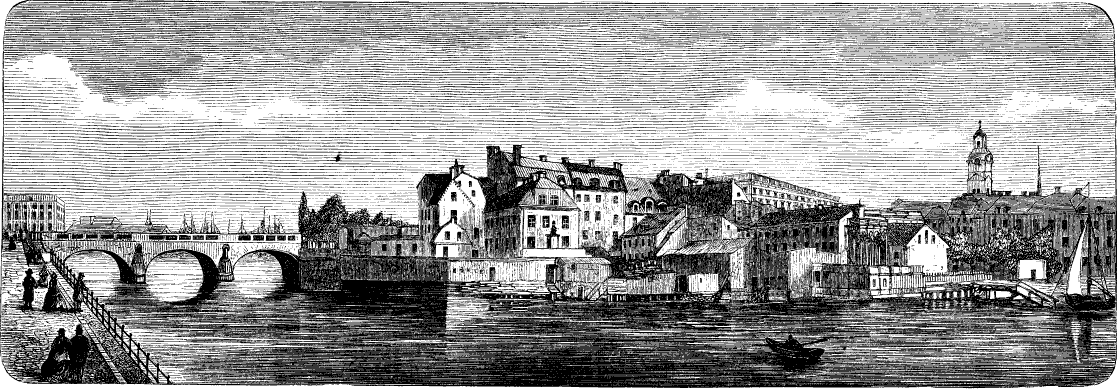
Vy över Helgeandsholmen, 1867.